# هاروتیوناگومر
هاروتیوناگومر (به لاتین: Harut’yunagomer) یک منطقهٔ مسکونی در جمهوری آرتساخ است که در استان مارتاکرت واقع شده‌است. هاروتیوناگومر ۸۴۳  جمعیت دارد.